# Johnson (Nebraska)
Johnson je selo u američkoj saveznoj državi Nebraska. Prema popisu stanovništva iz 2010. u njemu je živjelo 328 stanovnika.